# Vladimir Luxuria
Vladimir Luxuria, född Wladimiro Guadagno i Foggia, Apulien den 24 juni 1965, är en italiensk skådespelare, tv-profil och politiker, som blev världens andra transsexuella parlamentsledamot.
Luxuria är känd som skådespelare framför allt för tv-serien Tequila & Bonetti (2000) och långfilmerna Ponte Milvio (2000) och Ogni lasciato è perso (2001).]
Luxuria identifierar sig genom att använda det engelska ordet "transgender" och föredrar feminina pronomen, titlar och adjektiv. Hon har vid enstaka tillfällen uppgett att hon uppfattar sig själv som varken man eller kvinna. När började delta i parlamentet fattade hon beslutet att sluta bära sina varumärkesdragkläder – en extravagant cocktail av paljetter, fjäderboor och bouffantperuker – och sade att den lagstiftande församlingen "inte var ett diskotek" och att "det skulle inte vara bra att provocera [människor] på ett så dumt sätt." 
I en intervju 2017 med Mauro Leonardi för en italiensk veckotidning (Novella 2000), berättade Luxuria för första gången om sin omvändelse till katolicismen.